# Zdeněk Vašíček

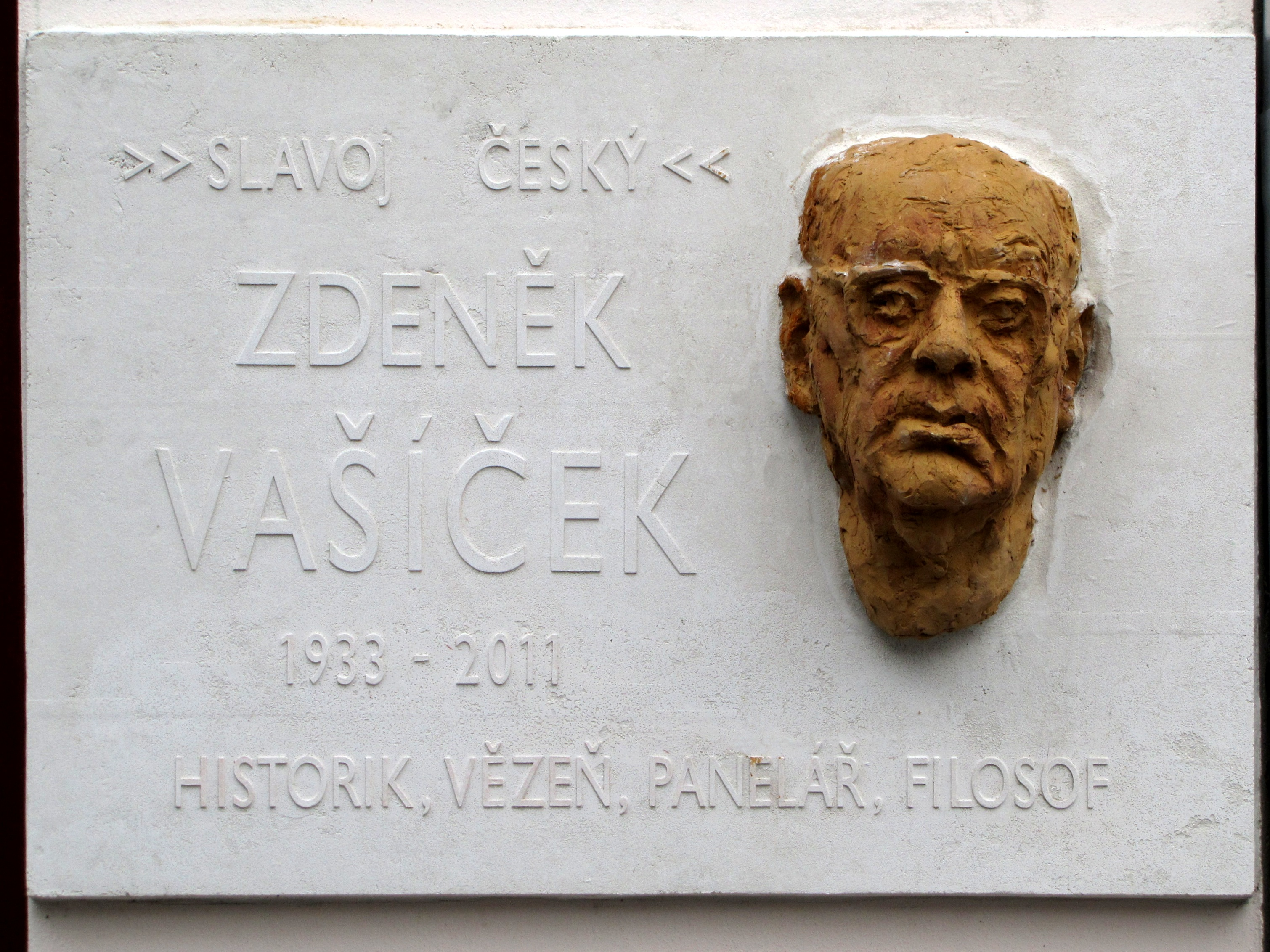
Pamětní deska Zdeňka Vašíčka na domě jeho rodičů v Kyjově, Masarykovo náměstí 37, odhalená 26. 5. 2012.

Zdeněk Vašíček (20. května 1933 Brno – 13. dubna 2011 Brno) byl český filozof, esejista, historik, archivář, archeolog, disident a prvosignatář Charty 77.

## Biografie
Rodinné kořeny vycházely z Kyjova, kde měl jeho otec Květoslav Vašíček na náměstí železářství. Jeho mladší bratr byl Pavel Vašíček. V roce 1957 absolvoval Filozofickou fakultu Univerzity Karlovy v Praze, obory filosofie a historie. Po ukončení školy nastoupil do kroměřížského archivu, kde působil v letech 1957–1959. Následovaly pracovní zkušenosti v Muzeu Podkrkonoší v Trutnově (1959–1970) a v Moravském zemském muzeu v Brně (1969–1971). V letech 1966–1968 absolvoval postgraduální studium muzeologie na Filozofické fakultě Univerzity J. E. Purkyně (dnes Masarykova univerzita) v Brně, doktorát složil na Filozofické fakultě University Palackého v Olomouci roku 1970.
V roce 1966 se stal členem KSČ, roku 1970 byl ovšem vyloučen. V letech 1972–1973 byl vězněn za trestný čin podvracení republiky, poté byl podmínečně propuštěn. Byl iniciátorem pozdravného dopisu československých politických vězňů Světovému mírovému kongresu v Moskvě v říjnu 1973 a spolu s Janem Tesařem hlavním organizátorem jeho ilegálního odeslání na Západ. Dopis byl na kongresu zveřejněn západními delegáty.
Od propuštění z vězení až do své emigrace v roce 1981 byl zaměstnán na pozici dělníka. Jako jeden z prvních podepsal dokument Charta 77. V zahraničí žil v několika zemích, postupně přednášel na univerzitách v Římě, Cambridgi, Bochumi a Paříži, po sametové revoluci působil také na domácích vysokých školách v Brně a Praze. V letech 1998–2005 byl členem oborové rady Filozofické fakulty Univerzity Karlovy pro dějiny české literatury a teorii literatury.

## Ocenění
Je laureátem Ceny Revolver Revue za rok 2000, Ceny F. X. Šaldy (2003) a Ceny Ferdinanda Dobrotivého za rok 2006. Časopis A2 zařadil jeho knihu esejů Podmínky volby do českého literárního kánonu po roce 1989, tedy do výběru nejdůležitějších českých knih v období třiceti let od sametové revoluce.

## Výběr z díla
Publikoval v češtině, francouzštině, angličtině a italštině, některé stati vydával v samizdatu. Publikace o archeologii vydával ve spolupráci s Jaroslavem Malinou a pod jeho jménem. Ironické glosy na společenská témata publikoval v časopise Babylon i jinde pod pseudonymy Slavoj Český a Bedřich Břich.
- Archeologie: jak a proč? Mikulov 1976 (ve spolupráci s Jaroslavem Malinou)
- Metody experimentu v archeologii; Praha 1980 (ve spolupráci s Jaroslavem Malinou)
- Archeologie včera a dnes; České Budějovice 1981 (ve spolupráci s Jaroslavem Malinou)
- Archaeology Yesterday and Today; Cambridge – New York – Melbourne 1990 (anglicky, s Jaroslavem Malinou)
- L’archéologie, l’histoire, le passé; Sceaux 1994
- Obrazy (minulosti). O bytí, poznání a podání minulého času; Praha 1996
- Přijetí podmínek (1996, vybrané stati 1982–1996)
- Podmínky volby (2003, vybrané stati 1996–2003)
- Archeologie, historie, minulost; Praha 2006 (česká doplněná verze franc. vydání z roku 1994)
- Minulost a současnost, paměť a dějiny; 2008
- Slavoj český & spol.; 2010
- Jak se dělají filosofie; 2012

## Citáty
| „                | Lidé by se měli víc zabývat sami sebou. Vnímat, jací uvnitř jsou, co doopravdy cítí. Nehledat berličky v kolektivech. Jen málo lidí unese odpovědnost za své činy, spíš ji různě obcházejí. | “ |
| — Zdeněk Vašíček | |   |